# Савона
За провинцията вижте Савона (провинция).
Саво̀на (на италиански: Savona, на местния диалект Sann-a, Сан-а) е пристанищен град и община в Северна Италия, административен център на провинция Савона в регион Лигурия. Разположен е на 4 m надморска височина, на брега на Лигурското море, в лигурското западно крайбрежие. Населението на града е 62 494 души (към декември 2009).